# Missa do Vaticano II

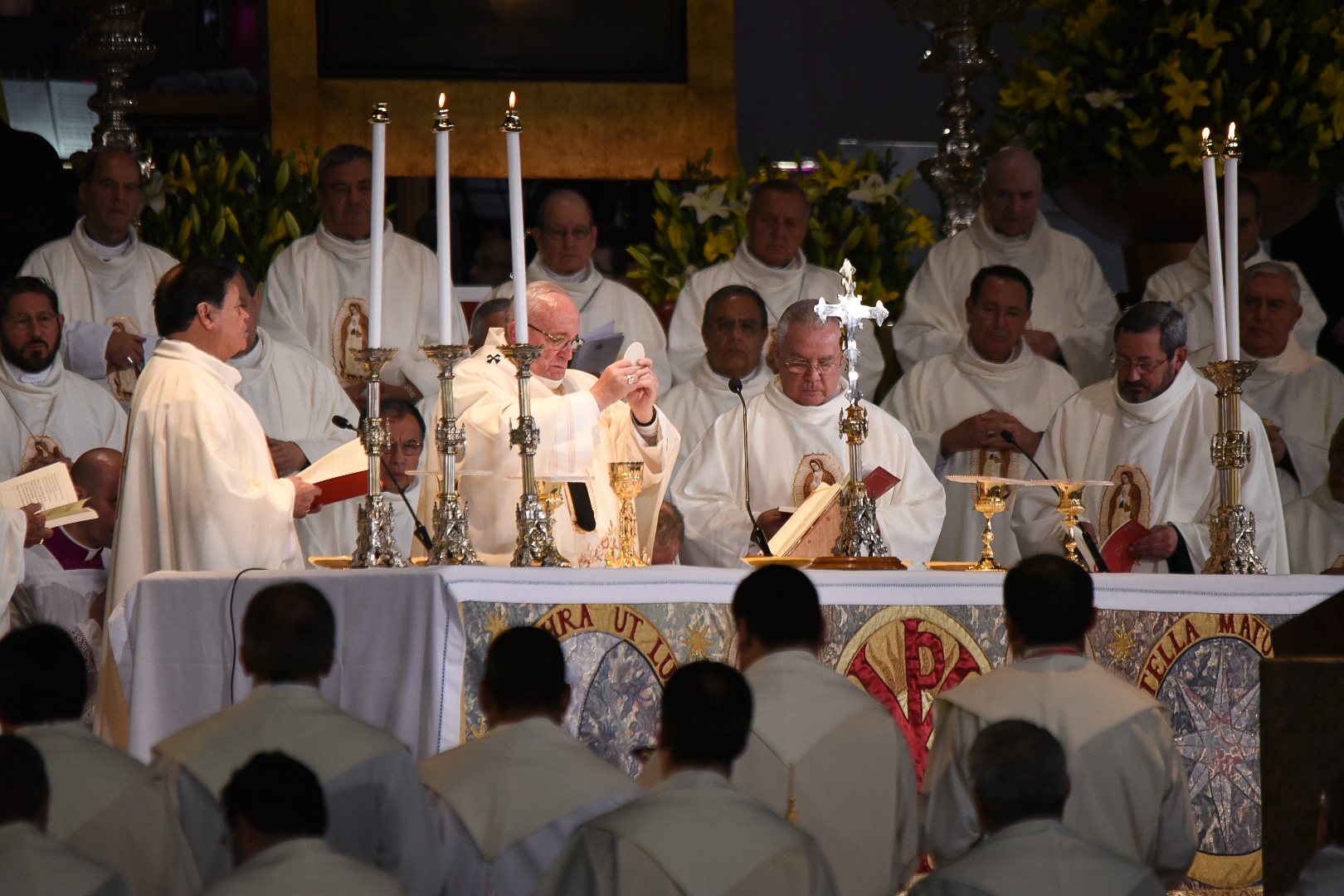
O Papa Francisco celebrando a Missa do Vaticano II na Basílica de Nossa Senhora de Guadalupe.

A Missa do Vaticano II é a liturgia da Missa do Rito Romano contida no Missal Romano pós-Vaticano II promulgado pelo Papa Paulo VI em 1969 e revisado por Papa João Paulo II em 2002, a única forma da liturgia eucarística do rito romano.
É a sucessora da Missa Tridentina, contida no Missal Romano promulgado pelo Papa Pio V em 1570 a pedido do Concílio Tridentino e revisado várias vezes, ultimamente pelo Papa João XXIII em 1962.
A celebração da missa no rito romano rege-se actualmente pelo Missal Romano ex decreto sacrosancti Oecumenici Concilii Vaticani II instauratum, quer dizer revisado em 1970 de acordo com os decretos do Concílio Vaticano II, e revisto em 1975 e em 2002; mas cada bispo diocesano tem autoridade de decidir se e quando pode ser oportuno conceder a título de exceção o uso da forma anterior às reformas litúrgicas do Concílio Vaticano II. São revogadas as normas, instruções, concessões e costumes anteriores que se verifique não estarem conformes a quanto disposto no Motu Proprio Traditionis custodes do 16 de julho de 2021.
Grupos tradicionalistas, como a Fraternidade Sacerdotal de São Pio X, geralmente rejeitam a alteração do rito, condenam a participação nele e celebram exclusivamente a Missa Tridentina.

## Texto
O texto oficial atual da missa do rito romano é a da terceira edição típica (aquela à qual, a partir de então, as outras impressões do Missal devem se conformar) do Missal Romano revisto, publicada em 2002. Duas anteriores edições típicas do Missal revisadas foram emitidas em 1970 (promulgada em 1969) e 1975.

## Concílio Vaticano II e suas consequências imediatas
A liturgia foi um dos primeiros assuntos considerados pelo Concílio Vaticano II de 1962-1965. Em 4 de dezembro de 1963, o Concílio emitiu uma Constituição sobre a Sagrada Liturgia chamada de Sacrosanctum Concilium. A seção 50 afirmava:
O Ordinário da missa deve ser revisto, de modo que se manifeste mais claramente a estrutura de cada uma das suas partes bem como a sua mútua conexão, para facilitar uma participação piedosa e activa dos fiéis. Que os ritos se simplifiquem, bem respeitados na sua estrutura essencial; sejam omitidos todos os que, com o andar do tempo, se duplicaram ou menos utilmente se acrescentaram; restaurem-se, porém, se parecer oportuno ou necessário e segundo a antiga tradição dos Santos Padres, alguns que desapareceram com o tempo.
A Sacrosanctum Concilium também sugeriu (entre outras coisas) um maior uso das Escrituras na missa, e que as línguas vernáculas podiam ser também empregadas.
Em 1964, o Papa Paulo VI, que sucedeu a João XXIII no ano anterior, estabeleceu o Consilium ad exsequendam Constitutionem de Sacra Liturgia, a "Comissão para a Implementação da Constituição sobre a Liturgia". A instrução Inter Oecumenici de 26 de setembro de 1964, emitida pela Sagrada Congregação dos Ritos, enquanto o Concílio ainda estava em sessão, entrando em vigor em 7 de março de 1965 fez mudanças significativas na liturgia existente, embora a forma do rito foi substancialmente preservado. Algumas fontes falam de um "Missal de 1965", mas isso geralmente se refere ao Ordinário da Missa que foi publicado com a aprovação das Conferências Episcopais, por exemplo, nos Estados Unidos e Canadá, ao invés de uma edição typica do Missal Romano em si. As mudanças incluíam: o uso da língua vernácula em algumas partes, o sacerdote foi autorizado a virar para a congregação, se quisesse, toda a missa, houve algumas mudanças textuais, como a omissão do Salmo Iudica, no início, do Último Evangelho no fim, e as Orações leoninas depois da Missa. O documento de 1967 Tres abhinc annos, a segunda instrução sobre a implementação da Constituição preparada pelo Consilium, fez apenas alterações mínimas no texto, mas retirou algumas rubricas e paramentos. A concelebração e a Comunhão sob as duas espécies foram permitidas, e, em 1968, outras três Orações Eucarísticas foram autorizadas, ao lado do Canon tradicional.
Em outubro de 1967, o Consilium tinha produzido um projeto de revisão completo da liturgia da Missa, e essa revisão foi apresentada ao Sínodo dos Bispos que se reuniu em Roma naquele mês. Os bispos participaram da primeira celebração pública do rito revisto na Capela Sistina. Quando solicitado o voto sobre a nova liturgia, 71 bispos votaram placet (aprovado), 43 votaram non placet (não aprovado) e 62 votaram placet iuxta modum (aprovado com reservas).
Em 25 de setembro de 1969, dois cardeais aposentados, Alfredo Ottaviani e Antonio Bacci, escreveram uma carta pessoal ao Papa Paulo VI denominada "Estudo Breve e Crítica sobre o Novo Ordinário da Missa", que havia sido preparado em junho do ano anterior por um grupo de 12 teólogos, sob a direção do arcebispo Marcel Lefebvre. Os cardeais advertiram que o Nova Ordinário da Missa "representa, tanto no todo como nos seus detalhes, uma afastamento marcante da teologia católica da Missa tal como foi formulada na Sessão XXII do Concílio de Trento". O estudo disse que em muitos pontos da Missa Nova aproximavam-se do protestantismo modernista.  Paulo VI pediu à Congregação para a Doutrina da Fé, o próprio departamento da Cúria Romana que já havia sido dirigido por Ottaviani, para analisar o Estudo Breve e Crítico. A resposta foi emanada em 12 de Novembro de 1969, muitas afirmações do documento foram taxadas de "superficiais, exageradas, inexatas, emocionais e falsas".

## Missal de 1970
O Papa Paulo VI promulgou o rito revisto da Missa com a sua Constituição Apostólica Missale Romanum de 3 de abril de 1969, definindo o primeiro domingo do Advento, no final do mesmo ano, como a data em que deveria entrar em vigor. No entanto, o Missal revisto em si não foi publicado até o ano seguinte.
Missale Romanum faz menção especial das seguintes alterações significativas a partir da edição anterior do Missal Romano:
- Além do Cânon da edição anterior (que, com pequenas alterações, foi preservada como a "Primeira Oração Eucarística ou Cânon Romano") foram adicionados três alternativas Orações Eucarísticas, e o número de Prefácios foi aumentada.
- Os ritos do Ordinário da Missa (em latim, Ordo Missae) - que é, em grande parte invariável na liturgia - foram "cuidadosamente simplificados, para preservar os seus bens". "Elementos que, com o passar do tempo, vieram a ser duplicados ou foram adicionados com pouca vantagem" foram eliminados, especialmente nos ritos para a apresentação do pão e do vinho, a fração do pão e a comunhão.
- São restaurados outros elementos que perderam importância com o tempo (SC n 50), por exemplo, a homilia (SC n. 52), a oração universal ou oração do fiéis (SC n. 53), e o rito penitencial ou ato de reconciliação com Deus e com a comunidade no início da Missa. Um dos mais antigos ritos de reconciliação, o beijo da paz, que antes se limitava aos clérigos e somente na Missa Solene, é restaurado para todos os fiéis, que, "segundo as determinações da Conferência Episcopal, se saúdam uns aos outros em sinal de mútua paz, comunhão e caridade".[14]
- A proporção da Bíblia lida na missa foi grandemente aumentada. Antes das reformas de Pio XII (que reduziu ainda mais as proporções), 1% do Antigo Testamento e 16,5% do Novo Testamento haviam sido lidos na missa. Desde 1970, as proporções equivalentes para os domingos e dias de semana (deixando de lado as grandes festas) foram 13,5% do Antigo Testamento e 71,5% do Novo Testamento.[15] Isto foi possível através de um aumento no número de leituras na missa e da introdução de um ciclo de três anos de leituras aos domingos e um ciclo de dois anos aos dias de semana.

Além dessas mudanças, Missale Romanum observou que a revisão consideravelmente alterou outras seções do Missal, como o Próprio do Tempo, o Próprio dos Santos, o Comum dos Santos, e as missas e os rituais votivos, acrescentando que "[o] número [das orações] foi aumentada”.

## Outras mudanças

### Língua vernácula
Em sua constituição apostólica de 1962 Veterum sapientia, publicado pouco antes da abertura do Vaticano II, sobre o ensino de latim, o Papa João XXIII destacou a importância do latim na linguagem que a Igreja usa: "[A] Igreja Católica tem uma dignidade que ultrapassou de longe toda a sociedade meramente humana, porque é fundada por Cristo, o Senhor. É totalmente apropriado, portanto, que a linguagem usada deve ser nobre, majestoso, e não vulgar".
O Concílio Vaticano II afirmou na Sacrosanctum Concilium, 36:
36. § 1. Deve conservar-se o uso do latim nos ritos latinos, salvo o direito particular.
§ 2. Dado, porém, que não raramente o uso da língua vulgar pode revestir-se de grande utilidade para o povo, quer na administração dos sacramentos, quer em outras partes da Liturgia, poderá conceder-se à língua vernácula lugar mais amplo, especialmente nas leituras e admonições, em algumas orações e cantos, segundo as normas estabelecidas para cada caso nos capítulos seguintes.
§ 3. Observando estas normas, pertence à competente autoridade eclesiástica territorial, a que se refere o artigo 22 § 2, consultados, se for o caso, os Bispos das regiões limítrofes da mesma língua, decidir acerca do uso e extensão da língua vernácula. Tais decisões deverão ser aprovadas ou confirmadas pela Sé Apostólica.
§ 4. A tradução do texto latino em língua vulgar para uso na Liturgia, deve ser aprovada pela autoridade eclesiástica territorial competente, acima mencionada.
O Concílio previu um uso limitado da língua vernácula, e confiou a decisão sobre sua extensão à "autoridade eclesiástica territorial competente" (a conferência episcopal).
As Conferências Episcopais de todo o mundo em breve votaram para expandir o uso do vernáculo, e solicitaram a confirmação desta escolha de Roma. Em resposta, a partir de 1964, uma série de documentos a partir de Roma concederam autorização para proporções cada vez maiores da missa a ser dito em vernáculo. Quando o Missal revisto foi publicado em 1970, os sacerdotes já não eram obrigados a usar latim em qualquer parte da missa. Atualmente o latim ainda é usado apenas ocasionalmente ou, em alguns lugares, numa base regular. A regra sobre a linguagem a ser utilizada é a seguinte: "A Missa é celebrada, quer em latim ou em outra língua, desde que se usem textos litúrgicos que tenham sido aprovados de acordo com a norma da lei, exceto no caso de celebrações da Missa que estão programadas pelas autoridades eclesiásticas a ter lugar na língua do povo, os sacerdotes tem sempre e em todo lugar permissão para celebrar a Missa em latim."

### Mudanças no Ordinário da Missa
O Ordinário da Missa foi anteriormente considerado como consistindo de duas partes: a Missa dos catecúmenos e a Missa dos Fiéis. Na liturgia revista, ela é dividida em quatro seções: os Ritos iniciais, a Liturgia da Palavra, a Liturgia da Eucaristia, e os Ritos de conclusão. Houve algumas mudanças notáveis textuais nas duas primeiras seções, e a fórmula de demissão nos Ritos de conclusão (Ite, missa est) passou a ser o final da missa: anteriormente, era seguida por uma oração inaudível pessoal do sacerdote, e a bênção das pessoas (que foi mantida), e a leitura do "Último Evangelho" (João 1:1-14).
Na primeira parte da Liturgia da Eucaristia, todas as orações do ofertório, que falavam já de sacrifício, foram retiradas e substituídas por outras. Enquanto anteriormente o sacerdote dizia quase todo o Cânon inaudível, as palavras da Oração Eucarística agora são ditas em voz alta. Os 25 sinais da cruz que o padre fazia durante a Canon (15 deles depois da consagração) foram reduzidos a um único sinal, pouco antes da consagração. Além da introdução de uma troca opcional de um sinal de paz, as mudanças no restante da Liturgia da Eucaristia são menos notáveis.

### Três novas Orações Eucarísticas
Três novas Orações Eucarísticas alternativas foram introduzidas além do Cânone Romano, que anteriormente era a único utilizada. Em 1968 foi autorizado o uso das novas orações.
A Oração Eucarística II é uma abreviação do Cânone Romano com elementos incluídos a partir do Anáfora da Tradição Apostólica, mais semelhante à última em seu prefácio e na epiclese. A Oração Eucarística III é uma nova composição, e contém elementos das Orações Eucarísticas Alexandrina, Bizantina, e elementos maronitas, porém sua estrutura foi baseada no Cânone Romano. Ela também é baseada na Anáfora de São Basílio do século IV. Oração Eucarística IV é mais ou menos baseado na Anáfora de São Basílio, com, entre outras coisas, a epiclese movido antes a narrativa Instituição.
Existem outras orações eucarísticas. A Oração Eucarística V surgiu para o Congresso Eucarístico de Manaus. As orações eucarísticas VI-A, VI-B, VI-C e VI-D são para diversas circunstâncias e são temáticas. As orações eucarísticas VII e VIII são próprias para tempos de reconciliação e penitência, como Quaresma ou sextas-feiras. As orações eucarísticas IX, X e XI são próprias para a missa das crianças.

### Orientação litúrgica
A constituição apostólica do Concílio Vaticano II sobre liturgia Sacrosanctum Concilium não fala da orientação do celebrante. Porém os Padres do Concílio aprovaram a relação preparatória que declarava que o altar deve estar idealmente no meio entre os presbíteros e o povo, e que é lícito celebrar a missa de frente para o povo (versus ad populum) mesmo num altar onde esteja um sacrário de pequenas dimensões mas conveniente.
O Missal Romano revisto não impõe a celebração da missa "de frente para o povo" (versus populum), mas só recomenda possibilitá-la, dizendo: "Onde for possível, o altar principal deve ser construído afastado da parede, de modo a permitir andar em volta dele e celebrar a missa de frente para o povo." O texto original em latim diz: "Altare exstruatur a pariete seiunctum, ut facile circumiri et in eo celebratio versus populum peragi possit, quod expedit ubicumque possibile sit." A versão em português omite a cláusula final, "quod expedit ubicumque possibile sit" ("o que convém fazer em toda parte onde for possível"), que segundo alguns recomenda a celebração de frente para o povo, enquanto outros referem esta cláusula nem à frase bem junta, "celebrar a Missa de frente para o povo", nem à frase intermédia, "andar em volta do altar", senão à frase mais afastada, "o altar principal deve ser construído afastado da parede". A Congregação para o Culto Divino e Disciplina dos Sacramentos explicou em 25 de setembro de 2000 que a cláusula é uma sugestão no que concerne tanto à construção do altar afastado da parede como à celebração versus populum e que nos casos concretos é preciso levar em conta elementos quais o espaço disponível, a existência dum altar de valor artístico e a sensibilidade dos fiéis.
A Congregação declarou que a posição versus populum parece mais conveniente por facilitar a comunicação, mas o enunciado no número 299 da Instrução Geral do Missal Romano não exclui a celebração versus absidem. O que conta é a orientação espiritual, não a física, e uma atitude de rigidez poderia implicar a recusa de alguns aspectos da verdade do mistério.
Ainda que as rubricas do Missal Romano não obrigam o sacerdote a celebrar toda a missa de frente para o povo, exigem que ele deve ficar de frente para o povo em sete pontos da Missa
O padre celebrando a Missa Tridentina é obrigado a encarar o povo e, se está a celebrar ad orientem, voltar em seguida a ficar de frente para o altar, sete vezes. Assim nas duas formas do rito romano o sacerdote celebrante está expressamente direcionado para encarar o povo pelo menos exatamente a estes mesmos sete pontos da missa.
Em todas as edições do Missal Romano antes do 1970, desde a do 1570 até a do 1962, cujo uso ainda está permitido como forma extraordinária do rito romano, prevem a possibilidade da celebração versus populum, e então não lhe é preciso ao sacerdote virar os ombros ao altar ao saudar o povo com Dominus vobiscum etc.

### Outras mudanças
Foi permitida no Ofertório uma procissão em que pão, vinho e água são trazidos para o altar, por isso passou a ser chamado também de "apresentação dos dons, preparação das oferendas ou apresentação das oferendas". A "oração dos fiéis ou oração universal", que foi usada na missa possivelmente entre o século II e IV, foi reintegrada.
A troca de um sinal de paz antes da Comunhão, anteriormente limitada ao clero na Missa Solene, foi permitido (embora não obrigatório) em cada Missa, mesmo para os leigos. "Quanto ao próprio sinal com que se dá a paz, as Conferências Episcopais determinarão como se há-de fazer, tendo em conta a mentalidade e os costumes dos povos. Mas é conveniente que cada um dê a paz com sobriedade apenas aos que estão mais perto de si" (IGMR 82). "Enquanto se dá a paz, pode dizer-se: A paz do Senhor esteja sempre contigo, ao que se responde: Amen. (IGMR 154). Nos países de tradição europeia, um aperto simples de mãos é mais comum, embora, por vezes, os membros da família vão trocar um beijo na bochecha, especialmente nos países latinos. Em países como a Índia, o sinal é dado, curvando-se com as mãos unidas.

## Críticas da revisão
Existem duas formas distintas de críticas da reforma litúrgica: críticas do texto do Missal revisto, e críticas de maneiras em que o rito foi celebrado na prática.

### Críticas ao texto do Missal
Os críticos da liturgia revista afirmam que o seu conteúdo é marcadamente deficiente comparado com a da liturgia, tal como existia antes da revisão. Os críticos mais moderados acreditam que os defeitos podem ser corrigidos por uma "Reforma da Reforma", e não por um retorno total à Missa Tridentina. Outros consideram o rito revisto tão grandemente defeituoso que desagrada a Deus, ou até mesmo é um sacrilégio objetivamente.
Em 2007, com seu motu proprio Summorum Pontificum, que porém foi revogado por Papa Francisco com seu Traditionis custodes de 2021, o Papa Bento XVI liberalizou grandemente a celebração da forma anterior da Missa.
Os críticos normalmente fazem as seguintes reivindicações:
- Orações e frases que claramente apresentam a missa como um sacrifício, que constituí dogma da Igreja Católica pelo Concílio de Trento, foram removidas ou substancialmente reduzidas em número.
- Palavras e ações que sugerem que o pão e o vinho se tornam verdadeiramente o corpo e sangue de Jesus Cristo foram removidas ou substituídas. Eles dizem, por exemplo, que as rubricas reduziram o número de genuflexões e outros gestos associados com reverência aos elementos sagrados; que frases como "bebida espiritual", são deliberadamente ambíguas, e que a IGMR dirige a remoção do tabernáculo de sua posição anterior sobre o altar principal para outra parte da igreja.
- O Próprio da Missa omite ou suaviza importantes ensinamentos católicos tradicionais, enquanto aqueles da missa pré-revisão afirma-os em sua plenitude.

Em relação aos abusos que surgiram em alguns lugares, e não no que diz respeito à revisão real do rito da missa, o Cardeal Joseph Ratzinger (depois Papa Bento XVI) disse: "No lugar da liturgia fruto de um desenvolvimento contínuo foi colocada uma liturgia fabricada. Abandonou-se o processo vivo de crescimento e transformação dando-se à fabricação. Recusou-se deixar continuar a transformação e maturação orgânica do que vive ao longo dos séculos, para substitui-la – segundo o estilo da produção técnica – por uma fabricação, produto banal do momento." Sobre a revisão real do Missal Romano ele escreveu: "Não há contradição entre as duas edições do Missal Romano. Na história da Liturgia, há crescimento e progresso, mas nenhuma ruptura".
Da mesma forma, o Papa João Paulo II disse que a revisão de Paulo VI, da liturgia: "Este trabalho foi realizado de acordo com os princípios conciliares de fidelidade à tradição e abertura ao desenvolvimento legítimo, e por isso é possível dizer que a reforma da Liturgia é estritamente tradicional e 'de acordo com o antigo uso dos santos Padres. "
Alguns críticos acreditam que as mudanças litúrgicas (juntamente com as outras mudanças na Igreja que se seguiram ao Concílio Vaticano II) causaram a perda de fé que ocorreu nos países ocidentais.
Alguns outros argumentam que a promulgação da liturgia revista é legalmente inválida devido a alegadas deficiências técnicas na redação do Missale Romanum.
Alguns deles afirmam que as mudanças no rito romano da missa foram feitas, a fim de torná-lo aceitável para os não católicos. O filósofo francês Jean Guitton disse que a intenção do Papa Paulo VI foi assimilar a liturgia católica com a protestante:  "A intenção de Paulo VI em relação ao que é comumente chamada de missa, era reformar a liturgia católica de tal forma que ela devia quase coincidir com a liturgia protestante - mas o que é curioso é que o Papa Paulo VI, para assimilá-la o mais próximo possível com a ceia do Senhor protestante ... tinha uma intenção ecumênica de remover, ou pelo menos de corrigir, ou relaxar, o que era muito católico, no sentido tradicional, na Missa e, para fazer da missa católica o mais próximo possível da Missa calvinista".

### Inovações da maneira de celebrar
Salientem-se algumas práticas introduzidas na celebração da missa por alguns sacerdotes sem autorização oficial e em muitos casos reprovadas pela Igreja em documentos como a Instrução Geral do Missal Romano (IGMR), o Código de Direito Canônico, a Instrução Liturgiam authenticam e diversos documentos e declarações papais.
Outras práticas oficialmente aprovadas e adoptadas na esmagadora maioria das dioceses e paróquias também têm sido criticadas. Dentre elas inclui-se o seguinte:
- Leigos podendo proclamar leituras bíblicas na missa, exceto a leitura do Evangelho, que é reservada aos clérigos, isto é, bispos, sacerdotes e diáconos.[43]
- Os leigos podendo atuar como Ministro extraordinário da comunhão, distribuindo a Comunhão com o sacerdote, em casos específicos.[44]
- a hóstia consagrada pode ser recebida na mão e não diretamente na boca, onde isso houver sido autorizado pela conferência episcopal com permissão da Santa Sé.[45]
- As mulheres podem atuar como coroinhas, segundo as determinações do ordinário.[46]
- Outras práticas inovadoras incluem o uso de vestimentas e projetos de arquitetura para igrejas e santuários em estilo modernista. A crítica é dirigida também a eliminação dos genuflexórios de algumas igrejas, e o uso de recursos não-tradicionais de música, por vezes acompanhados por instrumentos de percussão.

Outros críticos lamentam o abandono geral do uso da língua latina e do canto gregoriano, como foi autorizado pelo Concílio Vaticano II, que na Sacrosanctum Concilium, afirma que "uma vez que o uso da língua materna ... com frequência pode ser de grande utilidade para o povo, os limites de seu emprego podem ser prorrogados", mas que eles consideram uma violação da norma, "o uso da língua latina, deve ser preservado nos ritos latinos". Redemptionis Sacramentum
No canto gregoriano, cuja adaptação para outras línguas que não o latim é normalmente esteticamente defeituoso, a Sacrosanctum Concilium disse que: "A Igreja reconhece o canto gregoriano como especialmente adequado para a liturgia romana, portanto, deve ser dado a ele um lugar de honra nos serviços litúrgicos. Mas outros tipos de música sacra, especialmente a polifonia, de modo algum são excluídos das celebrações litúrgicas, desde que estejam de acordo com o espírito da ação litúrgica".
Alguns críticos veem essas mudanças como levando a uma perda de reverência e o ganho de uma maior sentido de comunhão na celebração

## Nomes usados para a Missa do Vaticano II
Em seus documentos oficiais, a Igreja nomeia as formas da Missa do Rito Romano pelos papas que as autorizaram. Assim, em seu motu proprio Traditionis custodes, de 16 de julho de 2021, o Papa Francisco se referiu à atual forma usando a expressão "os livros litúrgicos promulgados pelos santos Pontífices Paulo VI e João Paulo II", em conformidade com os decretos do Concílio Vaticano II". No mesmo documento fala da forma comumente chamada de "Missa tridentina" como "o Missal Romano promulgado por São João XXIII em 1962".
Antes da promulgação da missa do Vaticano II, um anteprojeto de duas seções do Missal Romano foi publicado. A seção que contém a parte invariável da Missa teve o título latino de Ordo Missae (Ordinário da Missa), o mesmo título que a seção equivalente tinha em edições anteriores do Missal. Assim a nova publicação foi referida como o "Novus Ordo Missae" - "Novo Ordinário da Missa". Os termos "Novus Ordo Missae", ou simplesmente "Novus Ordo", mais tarde tornaram-se um termo específico usado para se referir ao rito revisto da Missa na sua totalidade. Católicos tradicionalistas muitas vezes o usam de uma maneira pejorativa, e às vezes empregam-no como um termo condenatório para a tentativa de criar uma nova igreja ("a Igreja do Novus Ordo").
O Papa Bento XVI empregou a frase "forma ordinária do Rito Romano" para falar da Missa do Vaticano II em correspondência ao termo "forma extraordinária do Rito Romano" pelo qual ele designou a Missa Tridentina. Estas duas expressões, que ele introduziu em seu motu proprio Summorum Pontificum de 2007, ficaram atuais até a revogação deste motu proprio pelo de Papa Francisco, Traditionis custodes, que declarou que há apenas uma forma de rito romano, não duas.